# لويس رودريغيز (لاعب كرة قدم مواليد 1961)
لويس رودريغيز (بالإسبانية: Luis Abdón Rodríguez)‏ هو لاعب كرة قدم تشيلي في مركز الوسط، ولد في 1961 في لاس كونديس في تشيلي. شارك مع منتخب تشيلي لكرة القدم. أما مع النوادي، فقد لعب مع أوداكس إيتاليانو ولاسيرينا ونادي أونيفرسيداد دي تشيلي ونادي بويبلا ويونيون إسبانيولا.

## وصلات خارجية
- لويس رودريغيز (لاعب كرة قدم مواليد 1961) على موقع ناشيونال فوتبول تيمز (الإنجليزية)
- لويس رودريغيز (لاعب كرة قدم مواليد 1961) على موقع عالم كرة القدم.نت (الإنجليزية)